# Parodynerus
Parodynerus (лат.) — род одиночных ос из семейства Vespidae. Род включает несколько видов, обитающих в Австралии.

## Таксономия
В 1958 году было предложено объединить Parodynerus с обитающим на Гавайях Odynerus, однако позднее их родство было отвергнуто энтомологами.